# Гринелски колеж
Гринелският колеж (на английски: Grinnell College) е висше училище, хуманитарен висш колеж, в гр. Гринел, щата Айова, Съединените американски щати.
Колежът, известен в началото като Айовски колеж, е първият колеж на запад от Мисисипи. Основан е на 10 юни 1846 от група новоанглийски конгрегационисти.
За получаване на бакалавърска степен са нужни 4 години обучение. През последните 15 години Гринелският колеж е неотменно сред първите 20 колежа с хуманитарни науки според класация, публикувана от сп. U.S. News & World Report.

## Галерия
- „Джон Х. Т. Мейн Резидънс Хол“
- Alumni Recitation Hall
- Ротонда „Бъксбаум“
- Научен център „Робърт Нойс“